# نوكيا آشا 303
نوكيا آشا 303 (بالإنجليزية: Nokia Asha 303)‏ هو هاتف محمول من نوكيا ضمن سلسلة نوكيا آشا.

## الخصائص
- الكاميرا الخلفية: 3.2 ميجابكسل
- الشاشة: إل سي دي 320 × 240
- الوزن: 99 غرام